# Quận Dixie, Florida
Quận Dixie là một quận thuộc tiểu bang Florida, Hoa Kỳ. Quận lỵ đóng ở Cross City6. 
Dân số theo điều tra năm 2010 của Cục điều tra dân số Hoa Kỳ là 16422 người.

## Địa lý
Theo Cục điều tra dân số Hoa Kỳ, quận này có diện tích 2240 km2, trong đó có 410 km2 là diện tích mặt nước.